# Boris Groys

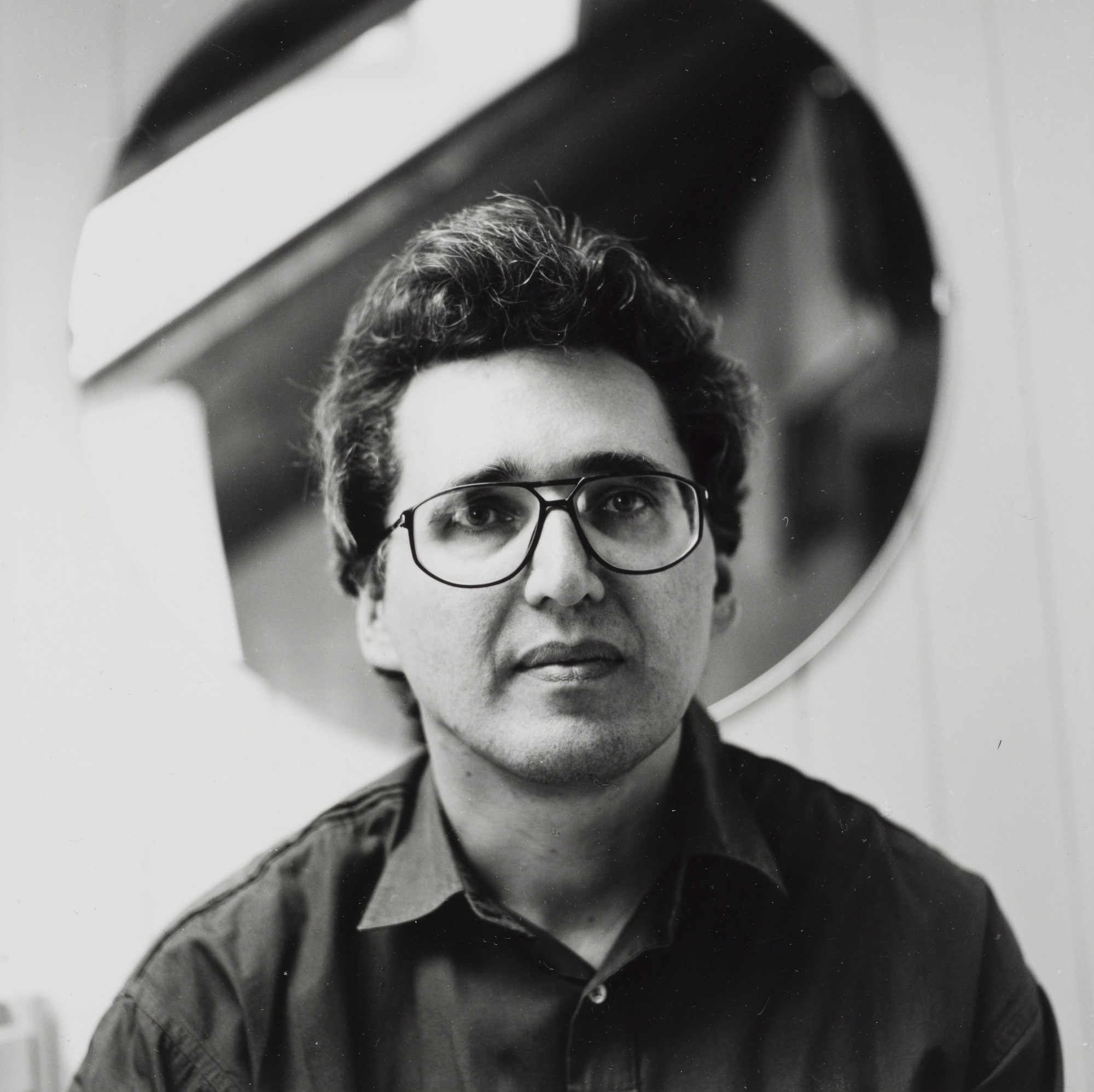
Boris Groys (1996)

Boris Groys (russisch: Борис Ефимович Гройс; Betonung: Borís Jefímowitsch Grois; * 19. März 1947 in Ost-Berlin) ist ein russisch-deutscher Philosoph, Kunstkritiker und Medientheoretiker.

## Leben und Werk
Boris Groys ist Sohn eines aus Kiew stammenden Ingenieurs jüdischer Abkunft, seine russische Mutter stammte aus Kasachstan. Groys wuchs in Leningrad auf, wo er von 1965 bis 1971 an der Universität Leningrad Philosophie und Mathematik studierte. Danach war er als Wissenschaftlicher Mitarbeiter an mehreren Instituten in Leningrad sowie von 1976 bis 1981 am Institut für strukturale und angewandte Linguistik in Moskau tätig.
1981 verließ Groys die UdSSR und zog in die Bundesrepublik Deutschland, wo er bis 1985 verschiedene Stipendien erhielt. Ab 1986 arbeitete er für zwei Jahre als freier Autor in Köln, bis er 1988 eine Gastprofessur an der University of Pennsylvania in Philadelphia (USA) erhielt. Von 1989 bis 1994 lehrte Groys als wissenschaftlicher Mitarbeiter des philosophischen Seminars an der Westfälischen Wilhelms-Universität in Münster. 1991 wurde er für ein Jahr Gastprofessor an der University of Southern California in Los Angeles (USA). 1992 wurde Groys in Münster in Philosophie promoviert. Ab 1994 war er Professor für Kunstwissenschaft, Philosophie und Medientheorie an der Staatlichen Hochschule für Gestaltung Karlsruhe (HfG), und seit 2005 unterrichtet er als Global Distinguished Professor an der Faculty of Arts and Science der New York University, New York. Groys ist Senior Research Fellow des HfG Forschungsinstituts, Mitglied der Association Internationale des Critiques d’Art und Mitglied der 2016 gegründeten Bewegung Demokratie in Europa 2025 (DiEM25). Von Groys gesammelte Materialien sowjetischer inoffizieller Künstler und Samizdat-Literatur werden im Archiv der Forschungsstelle Osteuropa an der Universität Bremen aufbewahrt.
Groys war Kurator des russischen Pavillons der 54. Biennale di Venezia 2011, in dem der Aktionskünstler Andrei Wiktorowitsch Monastyrski und dessen Gruppe „Kollektive Aktion“ ausgestellt wurden.
Der persönliche Vorlass von Boris Groys und seiner Ehefrau Natalia befindet sich im Archiv der Forschungsstelle Osteuropa an der Universität Bremen. Die Archivmaterialien sind in russischer Sprache erschlossen und können über den Katalog recherchiert werden.

### Gesamtkunstwerk Stalin
Groys beschäftigt sich mit der russischen Avantgarde, der Kunst des Stalinismus sowie den ästhetisch-intellektuellen Konzepten des Postkommunismus. Mit seinem zuerst in deutscher Übersetzung erschienenen Werk Gesamtkunstwerk Stalin (1988) erregte Groys Aufsehen. Er vertritt darin unter anderem die provokante und historisch umstrittene These, zwischen russischer Avantgarde und stalinistischem Terror bestünde kein Bruch, sondern eine Kontinuität. Stalins Politik habe die Ästhetik der Avantgarde in radikaler Weise fortgeführt.

### Moskauer Konzeptualismus
Als Theoretiker der zeitgenössischen russischen Kultur prägte Groys verschiedene Bezeichnungen für künstlerische Strömungen. Er verhalf der Bezeichnung Soz Art für die Antwort von Künstlern im Sozialismus auf Pop Art zu breiterer Verwendung. 1979 prägte er den Terminus „Moskauer romantischer Konzeptualismus“ für die zeitgenössische Underground-Konzeptkunst, aus dem die Bezeichnung Moskauer Konzeptualismus hervorging. Außerdem prägte er den Terminus „Kollektive Aktionen“ („Kollektivnye dejstvija“) für eine seit den späten 1970er Jahren aktive Aktionskunst-Gruppe um Andrei Monastyrski.

### Kunst und Archiv
In weiteren Arbeiten betrachtet Groys die Wirkung von Kunstwerken und Theorien vor dem Hintergrund einer Werthierarchie. Diese gliedere die Welt in ein kulturelles Archiv und einen profanen Raum. Das Archiv sei das materialisierte Gedächtnis einer Gesellschaft, in dem die als wertvoll erachteten Kulturgüter aufbewahrt werden. Groys nennt als Beispiele Bibliotheken, Museen und Filmotheken.

„Den Bereich, der aus all den Dingen besteht, die von den Archiven nicht erfaßt sind, kann man als den profanen Raum bezeichnen.“

 Steht ein neues Kunstwerk oder eine neuartige Theorie im Verdacht, kulturell wertvoll zu sein, findet nach Groys ein Vergleich zwischen Archiv und profanem Raum statt, wobei das Neue entweder dem Profanen oder dem Archiv zugeordnet wird. Eine Innovation sei demnach die Überwindung der Wertgrenze zwischen diesen beiden Bereichen im Zuge einer „Umwertung der Werte“, wobei sich Groys auf Friedrich Nietzsche bezieht. Kunstwerke und Theorien bezögen ihre Wirkung also aus der Spannung zwischen Wertebenen. Auch technische Innovationen lassen sich mit Groys nach dieser Logik bestimmen.

### Philosophie einer Zukunft im Jetzt
Erst auf Englisch erschienen, dann auf Deutsch, widmet sich Groys dem Themenkomplex Sorge und Selbstsorge, aus philosophischer Perspektive (Philosophie der Sorge, München, 2022). Diskurshistorisch geht er über die Phänomenologie der Begrifflichkeiten Sorge, Selbstsorge, Fürsorge, Pflege, und medizinische Vorsorge in eine Darstellung, um auf die Bedeutung zu deuten, das Ich in seiner Selbstbestimmung nicht an ein (Gesundheits-)System abtreten zu lassen. Er greift Nietzsche auf mit dem Gesunden, Aggressiven, Zukünftigen, Namenlosen (Hegels Ende der Geschichte), des Mutigen Auftretens der Individuen in der tätlich zu gestaltenden Zukunft. Eine Philosophie einer/der Zukunft.

## Schriften
- Moskauer romantischer Konzeptualismus (Moskovskij romanticeskij konceptualizm) in: A-Ya. Paris 1979, S. 3–11.
- Vorwort. In: Theodor Lessing: Der jüdische Selbsthass. Mit einem Essay von Boris Groys. München 1984, S. VII–XXXIV, ISBN 3-88221-347-7.
- Gesamtkunstwerk Stalin, München 1988.
- Dnevnik filosofa (russ.) (Tagebuch eines Philosophen), Paris 1989.
- Die Kunst des Fliehens (mit Ilja Kabakow), München 1991.
- Zeitgenössische Kunst aus Moskau – Von der Neo-Avantgarde zum Post-Stalinismus, München 1991.
- Über das Neue. Versuch einer Kulturökonomie, München 1992.
- Utopia i obmen (russ.) (Utopie und Austausch), Moskau 1993.
- Fluchtpunkt Moskau (Hrsg.), Stuttgart 1994.
- Die Erfindung Russlands, München 1995.
- Die Kunst der Installation, (mit Ilja Kabakow), München 1996.
- Kierkegaard. Schriften (Hrsg.), München 1996.
- Kunst-Kommentare, Wien 1997, ISBN 3-85165-291-6.
- Logik der Sammlung, München 1997.
- Unter Verdacht. Eine Phänomenologie der Medien, München 2000.
- Politik der Unsterblichkeit. Vier Gespräche mit Thomas Knöfel, München 2002 (Spanisch: Política de la inmortalidad, Buenos Aires/Madrid 2008, ISBN 978-84-96859-25-8)
- Topologie der Kunst, München/Wien 2003, ISBN 3-446-20368-0.
- Im Namen des Mediums, Audio-CD, Köln 2004, ISBN 3-932513-52-5.
- Das kommunistische Postskriptum, Frankfurt am Main 2005, ISBN 3-518-12403-X.
- Ilya Kabakov: The Man Who Flew into Space from his Apartment, MIT Press 2006.
- Groysaufnahme. Philosophische Gedanken zum Film, Idee und Fotografie: Natalia Nikitin, Köln 2007, ISBN 978-3-9806313-7-2.
- Die Kunst des Denkens, Hamburg 2008.
- Wait to Wait: A Conversation. Andro Wekua and Boris Groys, (deutsch/englisch) Zürich 2009, ISBN 978-3-03764-021-0.
- Einführung in die Anti-Philosophie, München 2009, ISBN 978-3-446-23404-8.
- Die Vernunft an die Macht. Streitgespräch mit Vittorio Hösle. Wien/Berlin 2011.
- Philosopy of Care, London. 2022
  - Philosophie der Sorge, München, 2022, ISBN 978-3-532-62878-2

Becoming an Artwork, London. 2023
- Zum Kunstwerk werden. Mit einem Gespräch zwischen Boris Groys und Carl Hegemann, Alexander Verlag Berlin, Berlin, 2025, ISBN 978-3-89581-624-6

### Essays
- Kunstkritik als Kunst. in: Die Lage der Kunst am Ende des 20. Jahrhunderts, Hrsg. Hans Thomas, S. 11–24, Köln 1999. ISBN 3-89754-142-4
- Der Pop-Geschmack. In: Was ist Pop?, Hrsg. Walter Grasskamp, Michaela Krützen, Stephan Schmitt, S. 99–114, Frankfurt am Main 2004. ISBN 3-596-16392-7
- Ausweitung der Kampfzone, in: Die Zeit Nr. 30, 18. Juli 2013, S. 41.
- Kunstaktivismus. Die totale Ästhetisierung der Welt als Eröffnung der politischen Aktion. In: Lettre International 106, Herbst 2014, S. 88–92. ISSN 0945-5167
- Geld schlägt Wort. Das heutige Russland und die Lage der Kultur. In: Lettre International 111, Winter 2015, S. 35–42. ISSN 0945-5167
- Kosmisch werden. Unsterblichkeit und Technologie in der russischen Avantgarde In: Lettre International 118, Herbst 2017, S. 46–51. ISSN 0945-5167
- Universales Kuratieren. Das globale Kunstsystem als utopisches transnationales Projekt In: Lettre International 125, Sommer 2019, S. 37–39. ISSN 0945-5167

## Kuratierte Ausstellungen
- Traumfabrik Kommunismus, 24. September 2003 – 4. Januar 2004, Schirn Kunsthalle Frankfurt am Main
- Privatisierungen – zeitgenössische Kunst aus Osteuropa, 16. Mai 2004 – 26. Juni 2004, Kunst-Werke Berlin e. V.
- Bilder eines Reiches. Leben im vorrevolutionären Russland, 23. April – 6. August 2006, Zentrum für Kunst und Medientechnologie Karlsruhe
- Die totale Aufklärung. Moskauer Konzeptkunst 1960–1990, 21. Juni – 14. September 2008, Schirn Kunsthalle Frankfurt am Main, 10. Oktober 2008 – 11. Januar 2009, Fundacion Juan March, Madrid
- Medium Religion, 23. November 2008 – 19. April 2009 (mit Peter Weibel), Zentrum für Kunst und Medientechnologie Karlsruhe
- After History: Alexandre Kojève as a Photographer, 20. Mai – 15. Juli 2012, BAK Utrecht and 17. Oktober 2012 – 7. Januar 2013, Paris

## Audio-CDs
- Die Illusion des Endes – Das Ende der Illusion, Jean Baudrillard & Boris Groys. supposé, Köln 1997.
- Im Namen des Mediums. Konzeption/Regie: Thomas Knoefel. Erzähler: Boris Groys. supposé, Köln 2004. ISBN 978-3-932513-52-7

## Künstlerische Arbeiten
- The Art Judgement Show, Film- und Videoinstallation, Ljubljana: Moderna Galerija 2001; Brüssel: Roomade 2002; Berlin: Podewil 2002.
- Thinking in Loop. Drei Videos über das Ikonoklastische, Rituelle und Unsterbliche, (DVD) Hatje Cantz Verlag, Ostfildern-Ruit 2008.